# Neoloricata
Neoloricata is een onderklasse van keverslakken (Polyplacophora).

## Taxonomie
De volgende ordes zijn ingedeeld bij de onderklasse:
- Chitonida Thiele, 1909
- Lepidopleurida Thiele, 1909